# Austin Film Critics Association Awards 2015
11. ročník předávání cen asociace Austin Film Critics Association se konal 29. prosince 2015.

## Nejlepších deset filmů

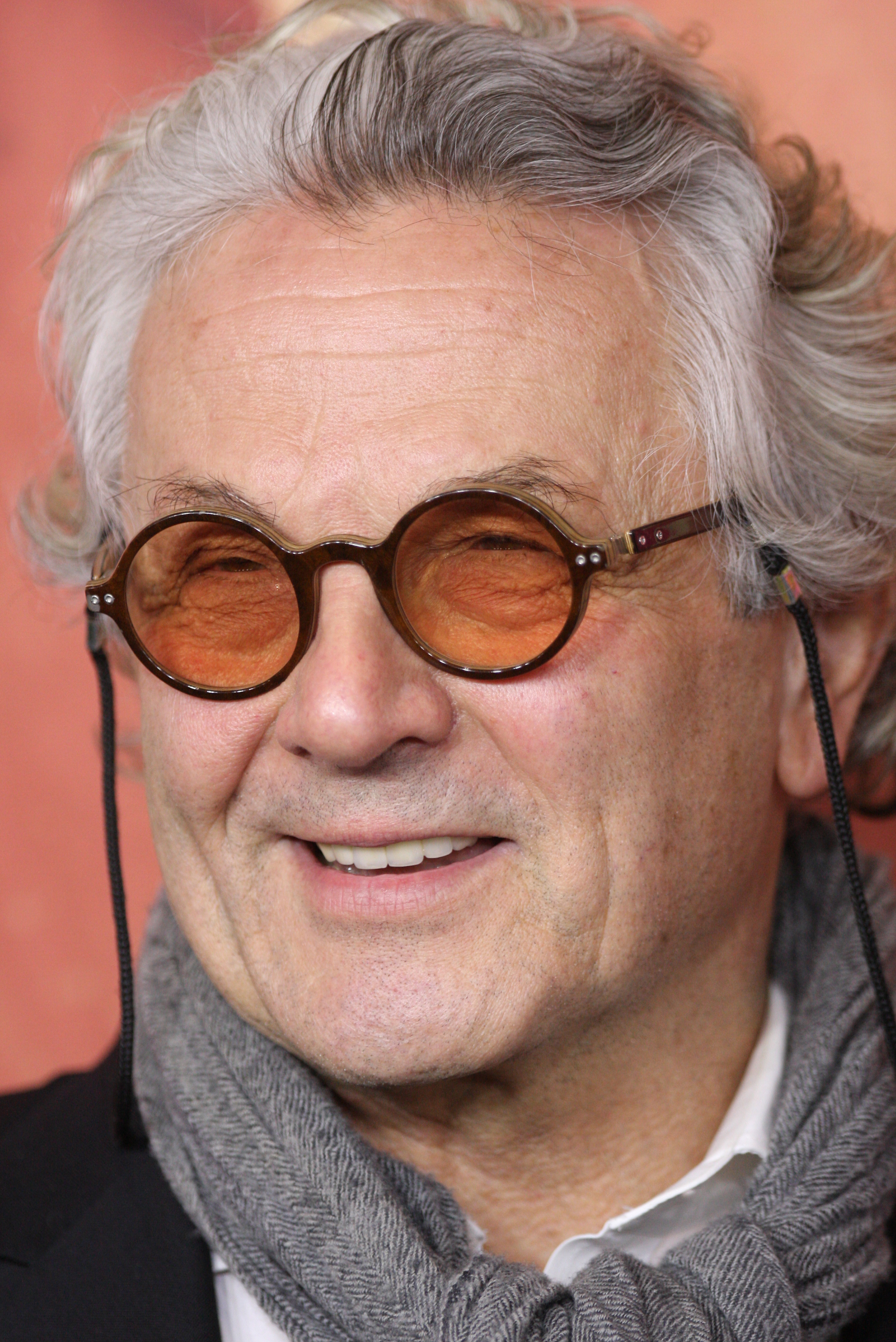
George Miller vítěz v kategorii nejlepší režie

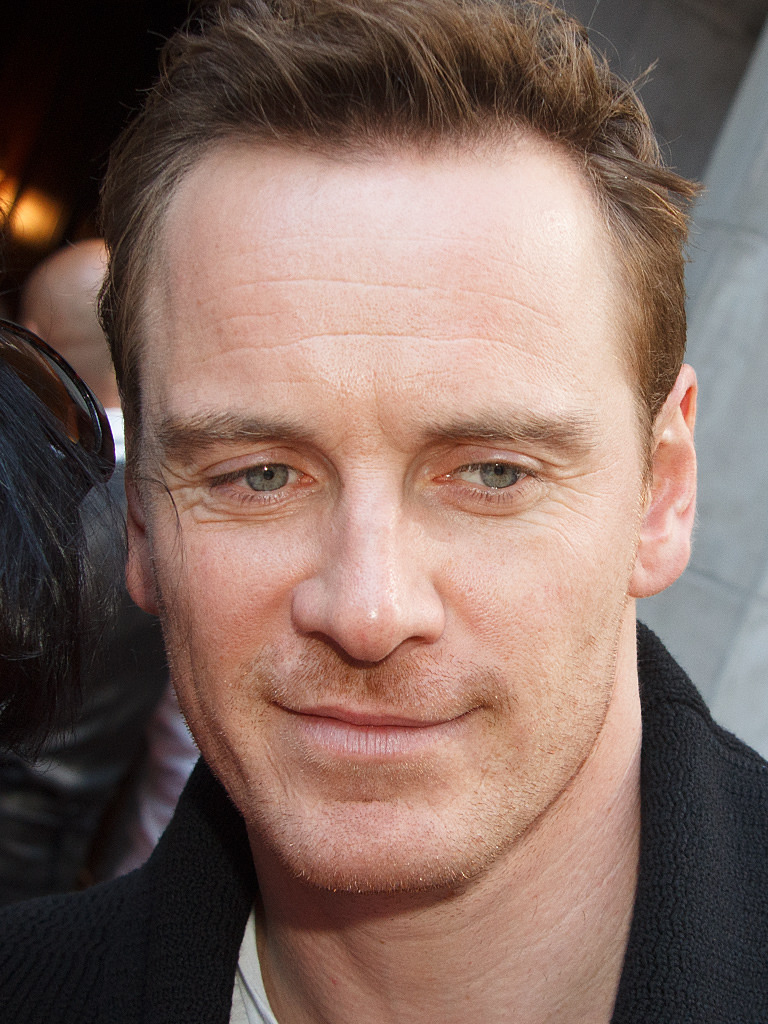
Michael Fassbender vítěz v kategorii nejlepší herec v hlavní roli

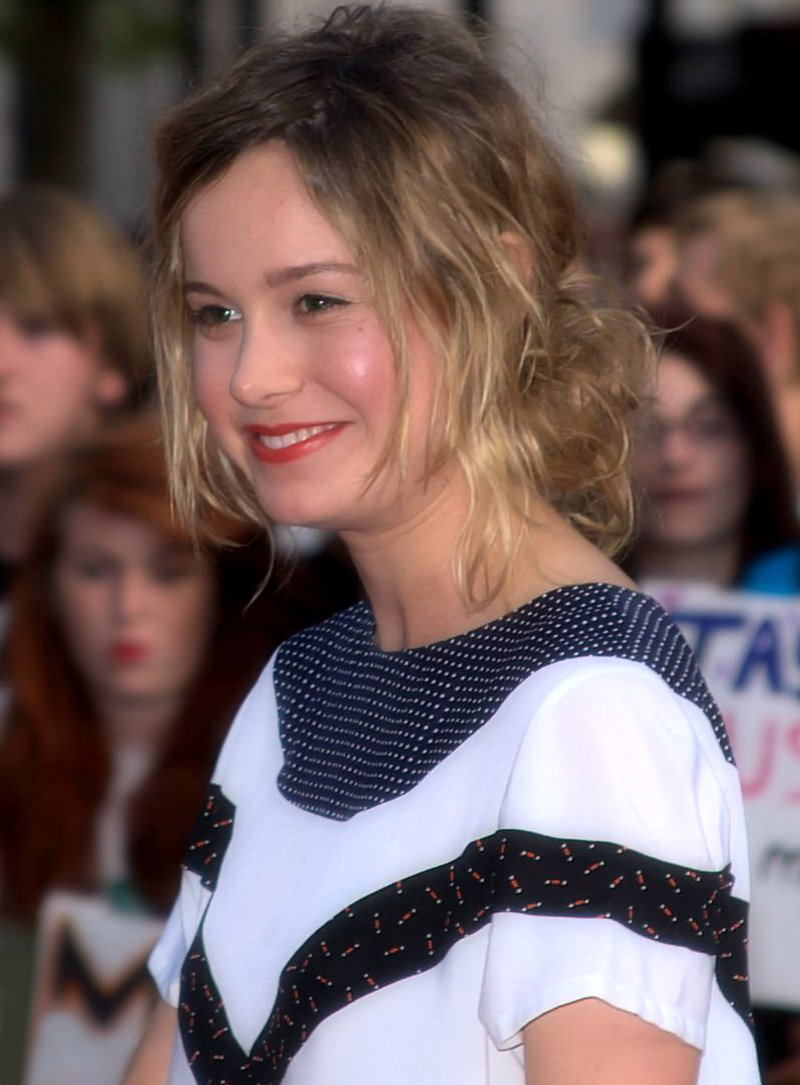
Brie Larson vítězka v kategorii nejlepší herečka v hlavní roli

1. Šílený Max: Zběsilá cesta
2. Spotlight
3. Carol
4. Anomalisa
5. Room
6. Ex Machina
7. V hlavě
8. Creed
9. Sázka na nejistotu
10. Sicario: Nájemný vrah

## Vítězové a nominovaní

### Nejlepší režisér
George Miller – Šílený Max: Zběsilá cesta
- Adam McKay – Sázka na nejistotu
- Quentin Tarantino – Osm hrozných
- Tom McCarthy – Spotlight
- Todd Haynes – Carol

### Nejlepší herec v hlavní roli
Michael Fassbender – Steve Jobs
- Bryan Cranston – Trumbo
- Leonardo DiCaprio – Revenant Zmrtvýchvstání
- Michael B. Jordan – Creed
- Jacob Tremblay – Room

### Nejlepší herečka v hlavní roli
Brie Larson – Room
- Cate Blanchettová – Carol
- Saoirse Ronanová – Brooklyn
- Rooney Mara – Carol
- Charlize Theron – Šílený Max: Zběsilá cesta

### Nejlepší herec ve vedlejší roli
Sylvester Stallone – Creed
- Idris Elba – Bestie bez vlasti
- Benicio del Toro – Sicario: Nájemný vrah
- Oscar Isaac – Ex Machina
- Michael Shannon – 99 Homes

### Nejlepší herečka ve vedlejší roli
Alicia Vikander – Ex Machina
- Elizabeth Banksová – Love & Mercy
- Jennifer Jason Leigh – Osm hrozných
- Kristen Stewart – Sils Maria
- Kate Winslet – Steve Jobs

### Nejlepší původní scénář
Pete Docter, Meg LeFauve a Josh Cooley – V hlavě
- Alex Garland – Ex Machina
- Taylor Sheridan – Sicario: Nájemný vrah
- Quentin Tarantino – Osm hrozných
- Tom McCarthy a Josh Singer – Spotlight

### Nejlepší adaptovaný scénář
Emma Donoghue – Room
- Phyllis Nagy – Carol
- Charlie Kaufman – Anomalisa
- Charles Randolph a Adam McKay – Sázka na nejistotu
- Aaron Sorkin – Steve Jobs

### Nejlepší animovaný film
V hlavě
- Anomalisa
- Hodný dinosaurus
- Snoopy a Charlie Brown. Peanuts ve filmu
- Ovečka Shaun ve filmu

### Nejlepší cizojazyčný film
Saulův syn (Maďarsko)
- Mustang (Francie-Německo-Turecko-Katar)
- Fénix (Německoi-Polsko)
- Kmen (Ukrajina-Nizozemsko)
- Victoria (Německo)

### Nejlepší první film
Ex Machina
- Kosti a skalp
- Deník puberťačky
- Mustang
- Saulův syn

### Nejlepší kamera
Edward Lachman – Carol
- Emmanuel Lubezki – Revenant Zmrtvýchvstání
- John Seale – Šílený Max: Zběsilá cesta
- Roger Deakins – Sicario: Nájemný vrah
- Robert Richardson – Osm hrozných

### Nejlepší skladatel
Ennio Morricone – Osm hrozných
- Carter Burwell – Carol
- Michael Giacchino – V hlavě
- Disasterpeace – Neutečeš
- Junkie XL – Šílený Max: Zběsilá cesta

### Nejlepší dokument
Podoba ticha
- Best of Enemies
- Amy
- Země kartelů
- Where to Invade Next

### Ocenění Bobbyho McCudyho pro objev roku
Jacob Tremblay – Room
- Abraham Attah – Bestie bez vlasti
- Amy Schumer – Vykolejená
- Mya Taylor – Transdarinka
- Alicia Vikander – Ex Machina

### Austin Film Award
David Zellner – Kumiko, lovkyně pokladů
- Steve Mims – Arlo and Julie
- Sara Hirsh Bordo – A Brave Heart: The Lizzie Velasquez Story
- Brad Barber a Scott Christopherson – Peace Officer
- Alex R. Johnson – Dvojkrok

### Speciální ocenění
- Don Hertzfeldt